# Cojumatlán de Régules
Cojumatlán de Régules är en ort i Mexiko.   Den ligger i kommunen Cojumatlán de Régules och delstaten Michoacán de Ocampo, i den centrala delen av landet, 400 km väster om huvudstaden Mexico City. Cojumatlán de Régules ligger 1 549 meter över havet och antalet invånare är 6 653.
Terrängen runt Cojumatlán de Régules är kuperad åt sydväst, men åt nordost är den platt. Runt Cojumatlán de Régules är det ganska tätbefolkat, med 172 invånare per kvadratkilometer. Närmaste större samhälle är Sahuayo de Morelos, 15,7 km öster om Cojumatlán de Régules. I omgivningarna runt Cojumatlán de Régules växer huvudsakligen savannskog.